# Hora 20
Hora 20 fue un informativo televisivo chileno, emitido por el canal La Red entre 2011 y 2015.

## Historia
Desde su primera emisión, con fecha 12 de octubre de 2011, este noticiero tenía como objetivo informar sobre los principales hechos nacionales e internacionales de interés, teniendo la oportunidad de generar momentos de debate, opinión e interpretación.
El informativo fue conducido por los periodistas Beatriz Sánchez y Alejandro Guillier, quienes fueron acompañados por otros periodistas como Felipe Vidal, Patricio Muñoz y Verónica Franco.
El tratamiento periodístico era considerado de alto impacto, con el fin de generar debate; asimismo, solían contar con un entrevistado en el estudio para que pueda aclarar y responder las principales dudas tanto de los conductores, como la de los televidentes.
Para las noticias del momento, contó con periodistas en terreno como Francisco Ule y Francisco Sanfurgo, los que generalmente eran los encargados de hacer contactos en directo desde donde ocurre la noticia.
Asimismo, contaba con una edición matinal que en su momento llevó el nombre de Noticias en La Red, que luego fue denominada cómo Hora 07, igual situación ocurrió con su edición nocturna, que pasó a nombrarse como Noticias de Cierre.
No obstante, el día 30 de abril de 2015, la plana ejecutiva de La Red comunicó su decisión de sacar del aire el programa informativo Hora 07, aduciendo como motivo la crisis económica que sufre el canal desde 2014, con una pérdida de US$5,5 millones aproximadamente.
Sin aviso previo, mientras se exhibía la edición central de Hora 20 de ese día, se comunica que tanto el noticiario como el programa de opinión y actualidad #Vigilantes también saldrían del aire, por lo que se cerraba el Departamento de Prensa de La Red.

## Presentadores

### Noticias en La Red (2011-2012)/Hora 07 (2012-2015)
- Mónica Esquivel (13 de octubre-29 de diciembre de 2011)
- José Miguel Villouta (13 de octubre de 2011-abril de 2013)
- Patricio Muñoz (4 de enero de 2012-septiembre de 2014)
- Pía Álvarez (mayo de 2013-30 de abril de 2015)
- Cristian Torres (2013-2015, reemplazos)
- Francisco Sanfurgo (2013-2015, reemplazos)
- Felipe Vidal (septiembre de 2014-enero de 2015)
- Chriss McMillan (febrero de 2015, reemplazos)
- Branko Karlezi (marzo-30 de abril de 2015)

### Edición mediodía (2011-2012)
- Mónica Esquivel (2011)
- María José Barrios (2011)

### Hora 20
- Felipe Vidal (12 de octubre-30 de diciembre de 2011)
- Beatriz Sánchez (12 de octubre de 2011-30 de abril de 2015)
- Alejandro Guillier (4 de enero de 2012-marzo de 2013)
- Patricio Muñoz (marzo de 2013-septiembre de 2014)
- Verónica Franco (septiembre de 2014-30 de abril de 2015)
- Pía Álvarez (2013-2015, reemplazos)
- Branko Karlezi (2015, reemplazos)

### Noticias de cierre (2011-2015)
- Alejandro Guillier (2012)
- Felipe Vidal (2012-2014)
- Beatriz Sánchez (2013-2015)